# Фонтекијари
Фонтекијари (итал. Fontechiari) је насеље у Италији у округу Фрозиноне, региону Лацио.
Према процени из 2011. у насељу је живело 241 становника. Насеље се налази на надморској висини од 386 м.

## Становништво
Према резултатима пописа становништва 2011. у општини је живело 1.318 становника.
| 1936. | 1951. | 1961. | 1971. | 1981. | 1991. | 2001. | 2011. |
| ----- | ----- | ----- | ----- | ----- | ----- | ----- | ----- |
| 2.053 | 2.143 | 1.721 | 1.214 | 1.253 | 1.287 | 1.288 | 1.318 |